# Zakat
Zakat (tiếng Ả Rập: زكاة - sự thanh tẩy) là một hình thức bố thí và sắc thuế tôn giáo bắt buộc trong đạo Hồi. Nó được dựa trên thu nhập và tổng giá trị tài sản của một người, thường chiếm 2,5% tổng thu nhập, số tiền tiết kiệm và tài sản của một người Hồi giáo. 
Zakat là cột trụ thứ ba trong năm Cột trụ của Hồi giáo, bắt buộc đối với tất cả người Hồi giáo. Việc thanh toán, tranh chấp về zakat đã đóng vai trò quan trọng trong lịch sử của Hồi giáo, chẳng hạn như các cuộc chiến tranh Ridda nổ ra dẫn đến các cuộc xung đột giữa các giáo phái Sunni và Shia của Hồi giáo. Hồi giáo Shia, không giống như tín đồ phái Sunni, coi zakat là một quyết định cá nhân và tự nguyện, và họ cung cấp cho zakat cho người thu gom được Shia Imam tài trợ chứ không cho những người thu được nhà nước Hồi giáo tài trợ.Ở đa số quốc gia mà Hồi giáo là quốc đạo - Zakat giờ trở thành bố thí tự nguyện, tuy nhiên ở Libya, Malaysia, Pakistan, Ả Rập Xê Út, Sudan hay Yemen, việc thu thập nó được giao cho chính quyền sở tại (tính tới năm 2015)

## Từ nguyên
Từ Zakat bắt nguồn từ động từ tiếng Ả Rập ز ك و, nghĩa là thanh tẩy. Zakat được xem là một cách để làm trong sạch nguồn thu nhập và tài sản của cá nhân đó

## Chúthích
1. ↑  Benda-Beckmann, Franz von (2007). Social security between past and future: Ambonese networks of care and support. LIT Verlag, Münster. tr. 167. ISBN 978-3-8258-0718-4. Quote: Zakat literally means that which purifies. It is a form of sacrifice which purifies worldly goods from their worldly and sometimes impure means of acquisition, and which, according to God's wish, must be channeled towards the community.
2. ↑  M Salehi (2014), A Study On The Influences Of Islamic Values On Iranian Accounting Practice And Development, Journal of Islamic Economics, Banking and Finance, 10(2), pp. 154-182, Quote: "Zakat is a religious tax that every Muslim has to pay."
3. ↑  Z Lessy (2009), Zakat (alms-giving) management in Indonesia: Whose job should it be?, La Riba Journal Ekonomi Islam, 3(1), Quote: "zakat is alms-giving and religiously obligatory tax."
4. ↑  C. Décobert (1991), Le mendiant et le combattant, L’institution de l’islam, Paris: Editions du Seuil, pp 238-240
5. ↑  Medani Ahmed and Sebastian Gianci, Zakat, Encyclopedia of Taxation and Tax Policy, p. 479, Quote: "As one of the Islam's five pillars, zakat becomes an obligation due when, over a lunar year, one controls a combination of income and wealth equal to or above Nisaab."
6. ↑  Yusuf al-Qaradawi (1999), Monzer Kahf (transl.), Fiqh az-Zakat, Dar al Taqwa, London, Volume 1, ISBN 978-967-5062-766, page XIX
7. ↑  Elias Shoufani (1973), Al-Riddah and the Muslim Conquest of Arabia, University of Toronto Press, ISBN 978-0802019158
8. ↑  Owen Bennett Jones (2003). Pakistan: Eye of the Storm . Yale University Press. tr. 21-23. ISBN 9780300101478.
9. ↑  Wilson John (2009). John, Wilson (biên tập). Pakistan: The Struggle Within. Pearson Education India. tr. 105. ISBN 9788131725047.
10. ↑  P. R. Kumaraswamy; Ian Copland (ngày 18 tháng 10 năm 2013). Kumaraswamy, P. R.; Copland, Ian (biên tập). South Asia: The Spectre of Terrorism. Routledge. tr. 132. ISBN 9781317967736.
11. ↑  Fundamentalisms and the state : remaking polities, economies, and militance. Martin E. Marty, R. Scott Appleby, American Academy of Arts and Sciences. Chicago: University of Chicago Press. 1993. ISBN 0-226-50883-8. OCLC 25747670.{{Chú thích sách}}:  Quản lý CS1: khác (liên kết)
12. ↑  Human security and philanthropy : Islamic perspectives and Muslim majority country practices. Samiul Hasan. New York. 2015. ISBN 978-1-4939-2525-4. OCLC 907771900.{{Chú thích sách}}:  Quản lý CS1: khác (liên kết) Quản lý CS1: địa điểm thiếu nhà xuất bản (liên kết)
13. ↑  "The Comprehensive Aramaic Lexicon". cal.huc.edu. Truy cập ngày 26 tháng 10 năm 2022.
14. ↑  Major world religions : from their origins to the present. Lloyd V. J. Ridgeon. London: RoutledgeCurzon. 2003. ISBN 0-203-42313-5. OCLC 53893743.{{Chú thích sách}}:  Quản lý CS1: khác (liên kết)
15. ↑  Dean, Hartley; Khan, Zafar (ngày 1 tháng 1 năm 1998). "Islam: A challenge to welfare professionalism". Journal of Interprofessional Care. Quyển 12 số 4. tr. 399–405. doi:10.3109/13561829809024947. ISSN 1356-1820.
16. ↑  "Surah At-Tawbah - 1-129". Quran.com (bằng tiếng Anh). Truy cập ngày 26 tháng 10 năm 2022.